# Кубок претендентов по волейболу
Кубок претендентов по волейболу (англ. FIVB Volleyball Challenger Cup) — ежегодный турнир национальных волейбольных сборных. Проводился с 2018 года, являлся отборочным соревнованием к Лиге наций.

## Формат турнира
В 2018 и 2019 годах турнире проводился с участием 6 команд. Две сборные от Европейской конфедерации волейбола определялись по результатам Евролиги, ещё три путёвки разыгрывались в отборочных турнирах, проводимых четырьмя другими конфедерациями, входящими в Международную федерацию волейбола. Шестым участником Кубка претендентов становилась команда страны-организатора. В случаях, когда на одну путёвку претендовали два победителя отборочных турниров (из AVC и CSV у мужчин, CAVB и CSV у женщин), регламентом было предусмотрено проведение стыковых матчей. В борьбе за Кубок претендентов команды проводили однокруговые турниры в двух группах. По две команды из каждой группы выходили в плей-офф, где играли полуфиналы и финалы за 1-е и 3-е места.
Из-за пандемии COVID-19 розыгрыши Кубка претендентов в 2020 и 2021 годах не проводились. В 2022 году состав участников был расширен до 8 команд, в число которых входили организатор, лидеры континентальных рейтингов, победитель Евролиги и команда, показавшая худший результат среди претендентов в турнире Лиги наций. Команды проводили турнир по системе плей-офф, начиная с четвертьфинала. Победители соревнования получали право выступать в следующем году розыгрыше Лиги наций.
С 2025 года проведение Кубка претендентов не планируется в связи с расширением Лиги наций и изменения порядка квалификации на этот турнир. 

## Мужчины

### Призёры
| Год       | Место проведения                              | 1-е место                                     | 2-е место                                     | 3-е место                                     |
| --------- | --------------------------------------------- | --------------------------------------------- | --------------------------------------------- | --------------------------------------------- |
| 2018      | Матозиньюш                                    | Португалия                                    | Чехия                                         | Эстония                                       |
| 2019      | Любляна                                       | Словения                                      | Куба                                          | Беларусь                                      |
| 2020 2021 | Турниры отменены в связи с пандемией COVID-19 | Турниры отменены в связи с пандемией COVID-19 | Турниры отменены в связи с пандемией COVID-19 | Турниры отменены в связи с пандемией COVID-19 |
| 2022      | Сеул                                          | Куба                                          | Турция                                        | Республика Корея                              |
| 2023      | Доха                                          | Турция                                        | Катар                                         | Украина                                       |
| 2024      | Линьи                                         | Китай                                         | Бельгия                                       | Египет                                        |

### Участники
| Команды                  | 2018 | 2019 | 2022 | 2023 | 2024 |
| ------------------------ | ---- | ---- | ---- | ---- | ---- |
| Австралия                | —    | —    | 5    | —    | —    |
| Беларусь                 | —    | 3    | —    | —    | —    |
| Бельгия                  | —    | —    | —    | —    | 2    |
| Доминиканская Республика | —    | —    | —    | 6    | —    |
| Египет                   | —    | 5    | —    | —    | 3    |
| Казахстан                | 5    | —    | —    | —    | —    |
| Катар                    | —    | —    | 7    | 2    | 6    |
| Китай                    | —    | —    | —    | 5    | 1    |
| Куба                     | 4    | 2    | 1    | —    | —    |
| Мексика                  | —    | —    | —    | —    | 8    |
| Португалия               | 1    | —    | —    | —    | —    |
| Республика Корея         | —    | —    | 3    | —    | —    |
| Словения                 | —    | 1    | —    | —    | —    |
| Таиланд                  | —    | —    | —    | 7    | —    |
| Тунис                    | —    | —    | 6    | 8    | —    |
| Турция                   | —    | 4    | 2    | 1    | —    |
| Украина                  | —    | —    | —    | 3    | 4    |
| Хорватия                 | —    | —    | —    | —    | 5    |
| Чехия                    | 2    | —    | 4    | —    | —    |
| Чили                     | 5    | 6    | 8    | 4    | 7    |
| Эстония                  | 3    | —    | —    | —    | —    |

## Женщины

### Призёры
| Год       | Место проведения                              | 1-е место                                     | 2-е место                                     | 3-е место                                     |
| --------- | --------------------------------------------- | --------------------------------------------- | --------------------------------------------- | --------------------------------------------- |
| 2018      | Лима                                          | Болгария                                      | Колумбия                                      | Пуэрто-Рико                                   |
| 2019      | Лима                                          | Канада                                        | Чехия                                         | Аргентина                                     |
| 2020 2021 | Турниры отменены в связи с пандемией COVID-19 | Турниры отменены в связи с пандемией COVID-19 | Турниры отменены в связи с пандемией COVID-19 | Турниры отменены в связи с пандемией COVID-19 |
| 2022      | Задар                                         | Хорватия                                      | Бельгия                                       | Пуэрто-Рико                                   |
| 2023      | Лаваль                                        | Франция                                       | Швеция                                        | Колумбия                                      |
| 2024      | Манила                                        | Чехия                                         | Пуэрто-Рико                                   | Вьетнам                                       |

### Участники
| Команды          | 2018 | 2019 | 2022 | 2023 | 2024 |
| ---------------- | ---- | ---- | ---- | ---- | ---- |
| Австралия        | 5    | —    | —    | —    | —    |
| Аргентина        | —    | 3    | —    | —    | 8    |
| Бельгия          | —    | —    | 2    | —    | 4    |
| Болгария         | 1    | —    | —    | —    | —    |
| Венгрия          | 5    | —    | —    | —    | —    |
| Вьетнам          | —    | —    | —    | 8    | 3    |
| Казахстан        | —    | —    | 7    | —    | —    |
| Кения            | —    | —    | —    | 6    | 5    |
| Канада           | —    | 1    | —    | —    | —    |
| Колумбия         | 2    | —    | 4    | 3    | —    |
| Мексика          | —    | —    | —    | 5    | —    |
| Перу             | 4    | 5    | —    | —    | —    |
| Пуэрто-Рико      | 3    | —    | 3    | —    | 2    |
| Китайский Тайбэй | —    | 6    | —    | —    | —    |
| Украина          | —    | —    | —    | 4    | —    |
| Филиппины        | —    | —    | —    | —    | 7    |
| Франция          | —    | —    | 5    | 1    | —    |
| Хорватия         | —    | 4    | 1    | 7    | —    |
| Чехия            | —    | 2    | 6    | —    | 1    |
| Швеция           | —    | —    | —    | 2    | 6    |